# Világörökségi védőövezet
A világörökségi védőövezet vagy pufferzóna egyes világörökségi helyszínek magterületét körbevevő terület, amely a magterület fokozott védelmét szolgálja. Maga a pufferzóna nem része a világörökségnek, és az UNESCO térképein eltérő színnel jelölik.
A védőövezet határos a világörökségi magterülettel, és jól definiált határokkal rendelkezik. Ha egy világörökségi helyszínhez védőövezetet határoznak meg, az kifejezi a javasló ország elkötelezettségét a magterület fokozott védelmére; a védőövezet a magterület védelmére, megőrzésére és kezelésére szolgál. Célja, hogy az örökség megőrzésének és védelmének egy köztes szintjét biztosítsa.
A védőövezeteket a világörökség szakértői bizottságának 2008-as davosi ülésén vezették be.
A védőövezetek bevezetésének célja az is, hogy jó gyakorlatokat osszon meg más védelmi programokkal, mint például az UNESCO bioszféra-rezervátumaival és a rámszari egyezménnyel.

## Példák

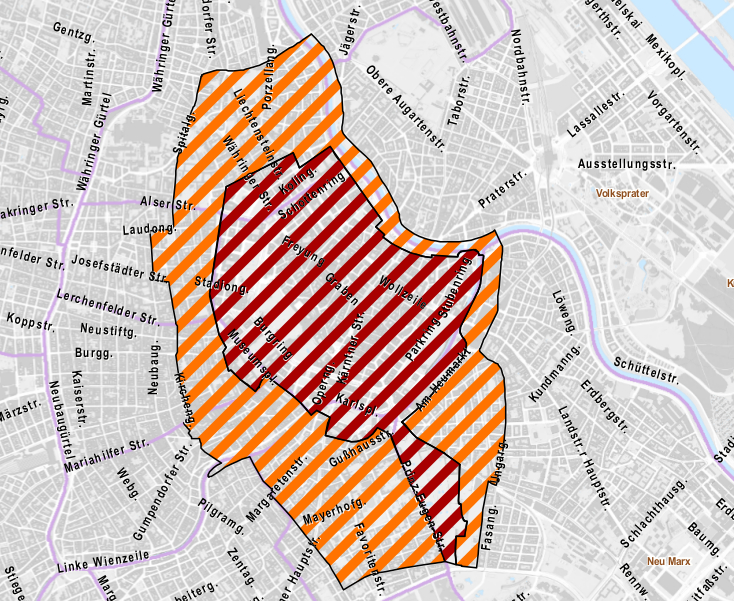
Bécs világörökségi területe; narancsszínnel jelölve a védőövezet

- Budapesten az Andrássy út védőövezetéhez tartozik egyebek közt a Belváros, a Lipótváros és a Városliget, valamint az Andrássy utat két oldalról övező sáv.
- Bécs történelmi központjának védőövezete magában foglalja a Duna-csatorna partjait és számos ismert épületet, például a Liechtenstein-palotát és a Josephinumot.

## További információ
- World Heritage papers 25PDF (UNESCO)